# تشنغزين (شمس أباد)
تشنغزین (بالفارسية: چنگزین) هي قرية تقع في إيران في مركزي. يقدر عدد سكانها بـ 62 نسمة بحسب إحصاء 2016.